# Liceum Ogólnokształcące im. Janusza St. Pasierba w Pelplinie
Liceum Ogólnokształcące im. ks Janusza St. Pasierba w Pelplinie powstało w 1951. Przez wiele lat była to jedyna szkoła średnia w mieście, którą ukończyło około 2.500 absolwentów. Od 1996 szkoła jest organizatorem Pomorskiego  Festiwalu Poetyckiego im. ks. Janusza St. Pasierba – imprezy o charakterze ogólnopolskim.
Do najbardziej znanych absolwentów należą m.in. profesor Jerzy Brzeziński – członek PAN, Stanisław Cejrowski – jeden z twórców polskiego jazzu, Janusz German – aktor Teatru Powszechnego w Łodzi.
Od 2002 szkoła wchodzi w skład Zespołu Szkół Ponadgimnazjalnych w Pelplinie.